# Kurt Behrens
Kurt Behrens (26. listopad 1884 – 5. únor 1928) byl německý skokan a olympionik. Účastnil se letních olympijských her v letech 1908 a 1912.
Na hrách v roce 1908 získal stříbrnou medaili za třímetrové prkno. O čtyři roky později bronzovou medaili ve stejné disciplíně. Na těchto hrách se účastnil dalších dvou disciplín, avšak vypadl již v prvním kolem.